# Ingo Ehrlicher
Ingo Ehrlicher (* 1969) ist ein deutscher Regattasegler. Er arbeitet als Fachzahnarzt für Oralchirurgie in Pappenheim in Mittelfranken (Bayern).
Ehrlicher ist seit vielen Jahren im Regattasport aktiv. Er ist Mitglied im Bayerischen Yacht-Club in Starnberg und im Yachtclub Eolus Weißenburg in Ramsberg am Brombachsee.

## Erfolge

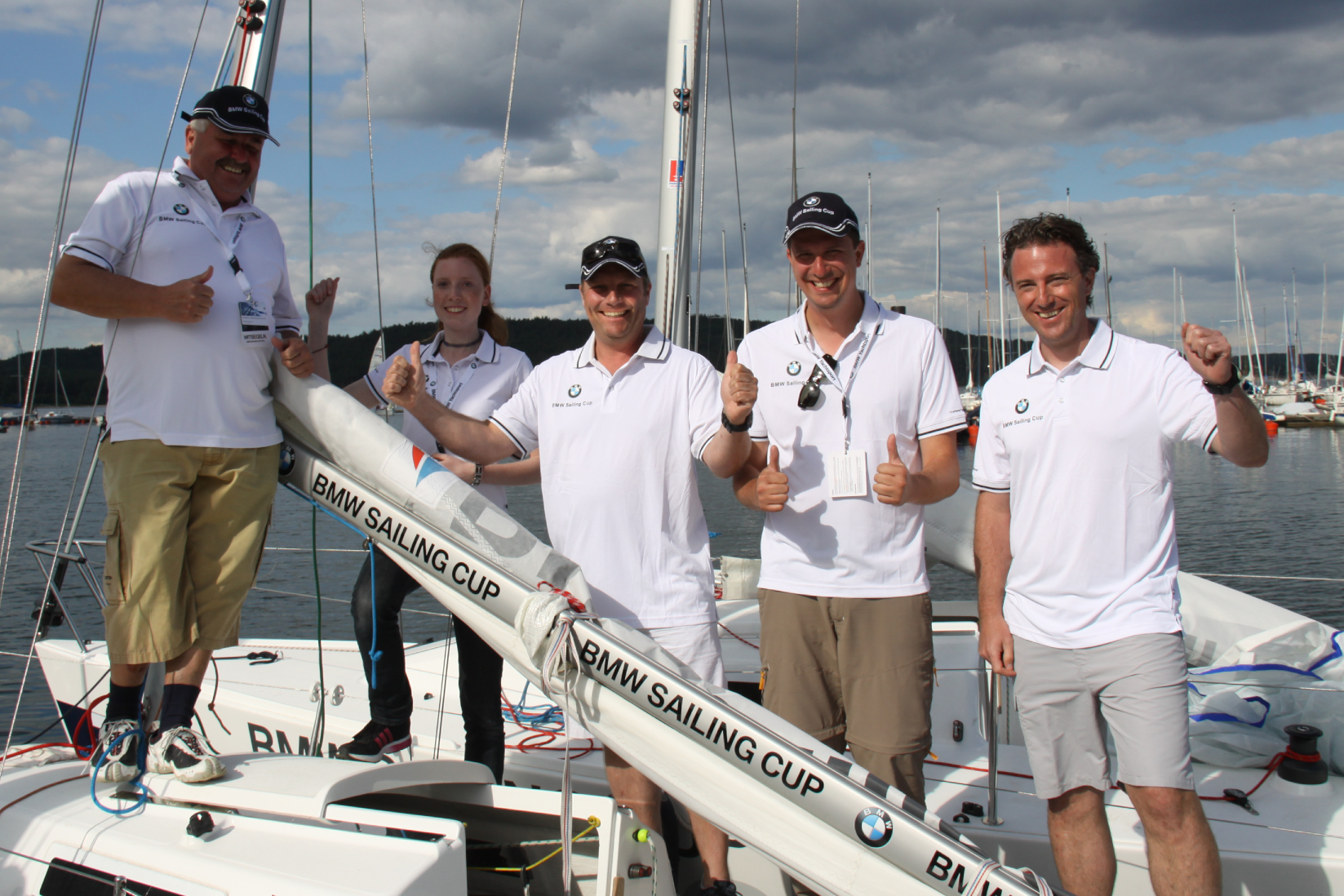
BMW-Sailing Cup, Siegerteam 2012, in der Mitte Skipper Ingo Ehrlicher

Insgesamt nahm er viermal an regionalen Ausscheidungen des BMW Sailing Cup (2007 am Tegernsee, 2008, 2009 und 2012 am Großen Brombachsee) teil. Er gewann mit seinen Teams alle vier Regionalausscheidungen und nahm viermal am Deutschlandfinale teil.
2013 erreichte er den fünften Platz bei der Drachen-Europameisterschaft, 2014 folgte in Kühlungsborn ein fünfter Rang beim hochrangigen BMW Dragon Grand Prix, womit er und seine Mannschaft bestes deutsches Team wurden.
Im Juni 2022 wurde er als Vierter bester deutscher Steuermann bei der Drachen-Weltmeisterschaft in Kühlungsborn. Dann folgte im August ein Sieg bei der Revival Regatta 50 Jahre Olympia in Kiel.
Im September 2022 wurde er mit seiner Mannschaft Malte Philipp (Rostock) und Thomas Auracher (Rottach-Egern) in Überlingen am Bodensee Internationaler Deutscher Meister in der internationalen Drachenklasse. Im März 2023 holte Ehrlicher mit gleicher Mannschaft Silber und damit den Vizemeistertitel bei der italienischen Meisterschaft in Sanremo.